# District d'Abbottabad
Le district d'Abbottabad (en ourdou : ایبٹآباد) est une subdivision administrative de la province de Khyber Pakhtunkhwa au Pakistan. Constitué autour de sa capitale Abbottabad, le district est entouré par le district de Mansehra au nord, le territoire d'Azad Cachemire à l'est, la province du Pendjab au sud et enfin le district d'Haripur à l'ouest.
Le district est peuplé de près de 1,4 million de personnes en 2023 et la population parle majoritairement hindko. C'est une région montagneuse frontalière avec la région du Cachemire. L'un des plus instruits du pays, le district est par ailleurs relativement acquis à la Ligue musulmane du Pakistan.

## Histoire
La région d'Abbottabad a été sous la domination de diverses puissances au cours de l'histoire, notamment le Sultanat de Delhi puis l'Empire moghol. Elle a ensuite été prise par l'Empire sikh en 1818, puis en 1848, elle est conquise par le Raj britannique. C'est d'ailleurs l'officier britannique James Abbott qui donne son nom à la ville d'Abbottabad qu'il fonde en 1853, et donc au district. Ce dernier est alors un simple tehsil du district d'Hazara. 
Lors de l'indépendance vis-à-vis de l'Inde en 1947, la population majoritairement musulmane soutient la création du Pakistan. Des minorités hindoues et sikhes quittent alors la région pour rejoindre l'Inde, tandis que des migrants musulmans venus d'Inde s'y installent.

## Géographie

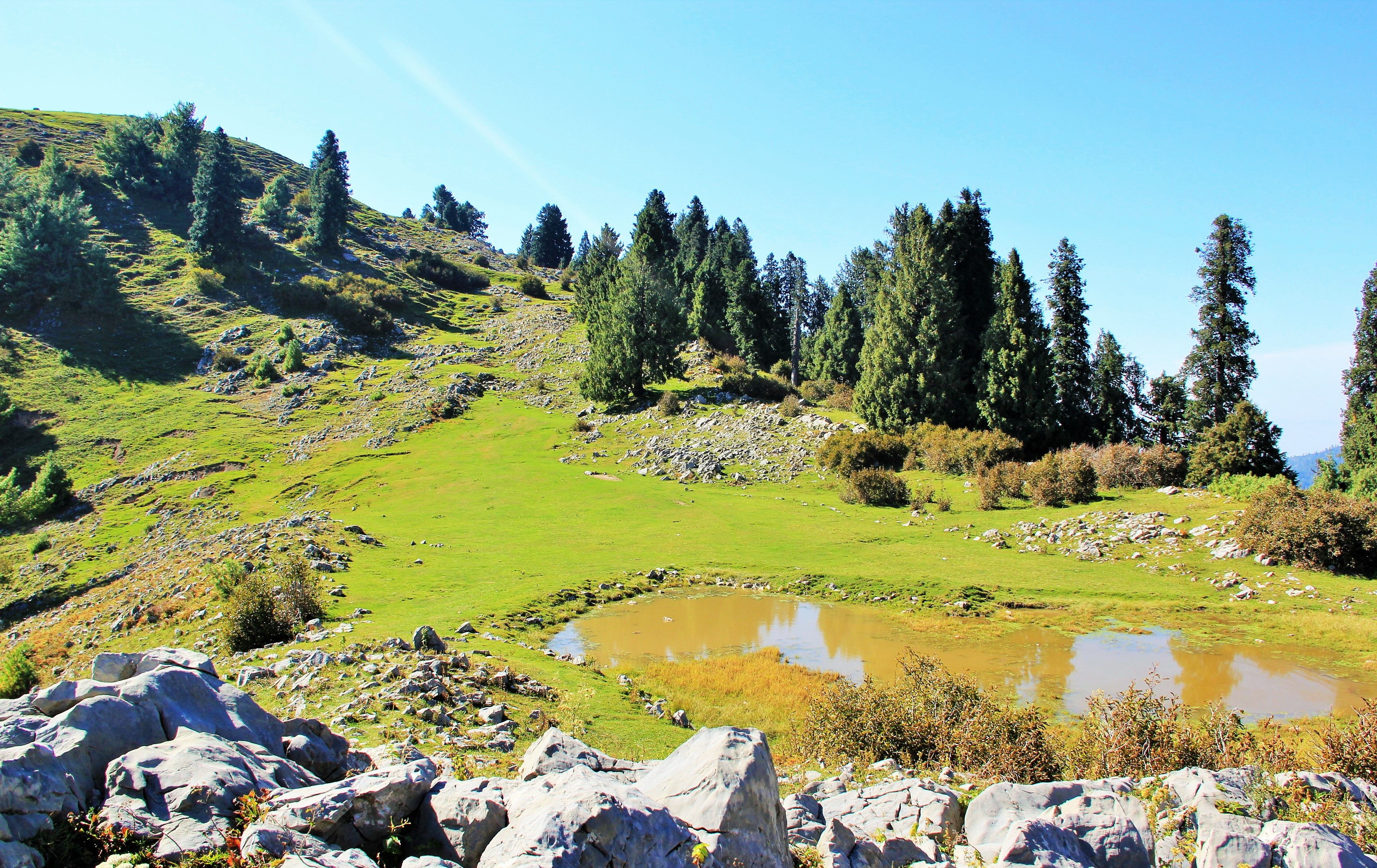
Montagne Mukeshpuri dans l'est du district.

Le district d'Abbottabad est une région montagneuse située aux pieds de l'Himalaya et du Cachemire. Il est principalement constitué de reliefs et de vallées, ces dernières étant irriguées par plusieurs rivières. Le nord et l'est du district sont les zones les plus hautes, avec des montagnes boisées et enneigées durant l'hiver. Deux parcs naturels protégés constituent ensemble 6 % de la superficie du district, dont le par national Ayubia depuis 1984.

## Démographie

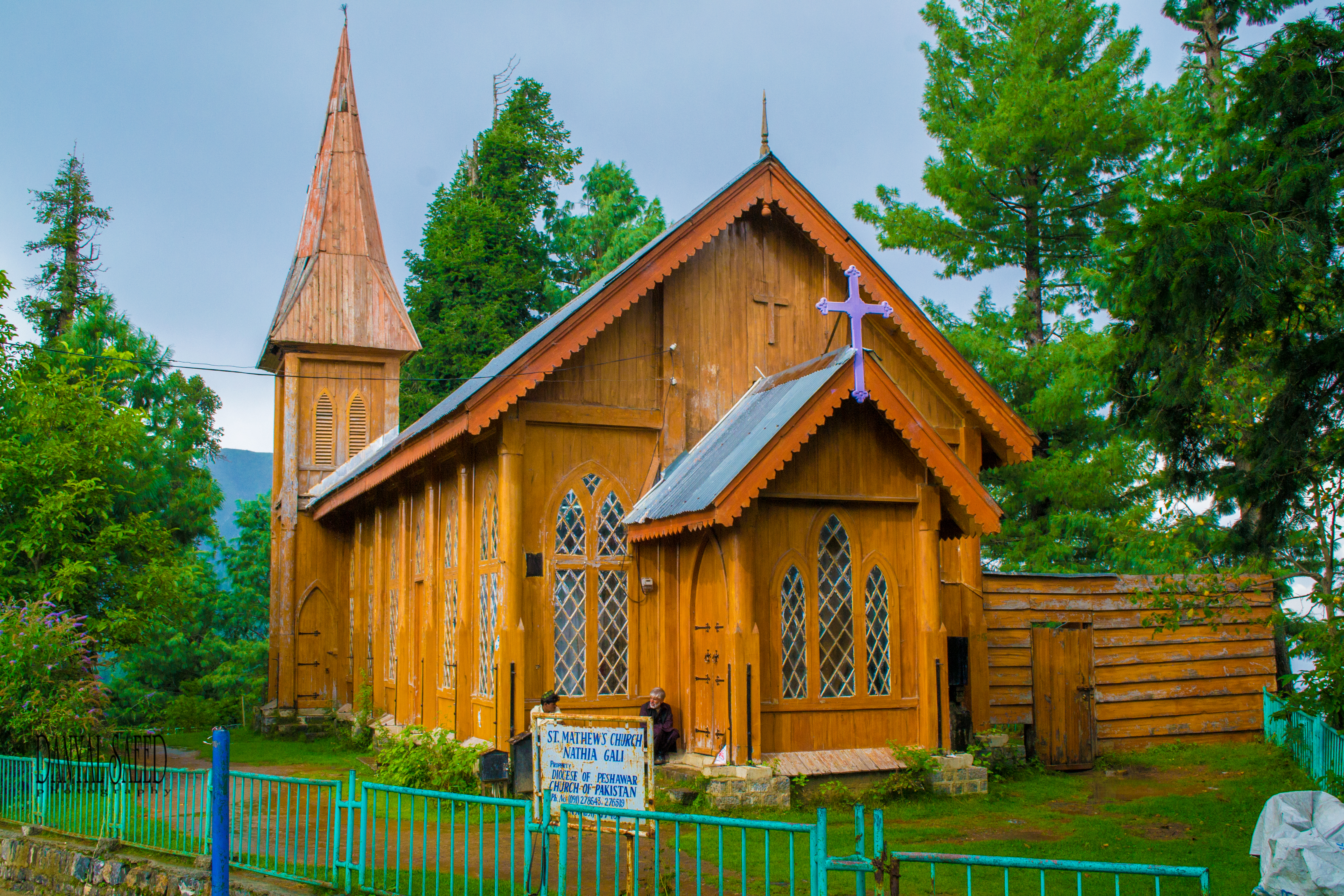
Église Saint-Matthieu à Nathia Gali.

Lors du recensement de 1998, la population du district a été évaluée à 880 666 personnes, dont 18 % d'urbains, contre 33 % au niveau national et 17 % au niveau provincial. Le taux d'alphabétisation était de 57 % environ, soit bien plus que la moyenne nationale de 44 % et que la moyenne provinciale de 35 %. Il s'agit d'ailleurs de la meilleure performance de la province de Khyber Pakhtunkhwa et parmi les meilleures du pays. Ce taux se situe à 75 % pour les hommes et 39 pour les femmes, soit un différentiel de 36 points, supérieur aux moyennes provinciale et nationale de 32 et 23 points respectivement.
Le recensement suivant mené en 2017 pointe une population de 1 332 912 habitants, soit une croissance annuelle de 2,2 %, inférieure aux moyennes provinciale et nationale de 2,9 % et 2,4 % respectivement. Le taux d'urbanisation augmente à 22 % et l'alphabétisation à 76 %, dont 86 % pour les hommes et 66 pour les femmes. 
D'après le recensement de 2023, la population atteint 1,4 million habitants, avec une urbanisation en légère hausse, à 23 %. L'alphabétisation progresse un peu, à 77 %, bien mieux que la moyenne provinciale de 51 %, dont 86 % pour les hommes et 68 % pour les femmes.
Les langues les plus parlées du district sont de famille lahnda, surtout l'hindko parlé par 87 % en 2023. Le pachto, la langue provinciale, est parlé par 6 % de la population et l'ourdou par 3 %. 
La population est très largement musulmane à environ 99,6 % de la population en 2023, les minorités religieuses étant essentiellement chrétiennes, soit près de 6 000 fidèles. Avant 1947, les hindous et les sikhs étaient plus nombreux dans le territoire de ce qui constituera ce district, mais avec la création du Pakistan, en 1947, plus de 90 % des hindous et des sikhs du district partirent en Inde, aux suites de la partition. On ne compte désormais que 114 hindous et 43 sikhs en 2023.     

## Administration

Subdivisions du district : le tehsil d'Abbottabad en rouge et le tehsil d'Havelian en vert.

Le district est divisé en deux tehsils, Abbottabad et Havelian, ainsi que 51 Union Councils. Le premier, situé au nord, est nettement plus vaste et plus peuplé. 
| Tehsil     | Union Councils | Population (rec. 2017) |
| ---------- | -------------- | ---------------------- |
| Abbottabad | 35             | 981 590                |
| Havelian   | 16             | 351 322                |

Seules trois villes dépassent les 20 000 habitants d'après le recensement de 2023. Il s'agit de Nawanshehr, Havelian et surtout la capitale Abbottabad, qui regroupent à elles seules presque un quart de la population totale du district.
| Ville      | Population (rec. 2023) |
| ---------- | ---------------------- |
| Abbottabad | 234 395                |
| Nawanshehr | 40 711                 |
| Havelian   | 37 509                 |

## Économie et transports

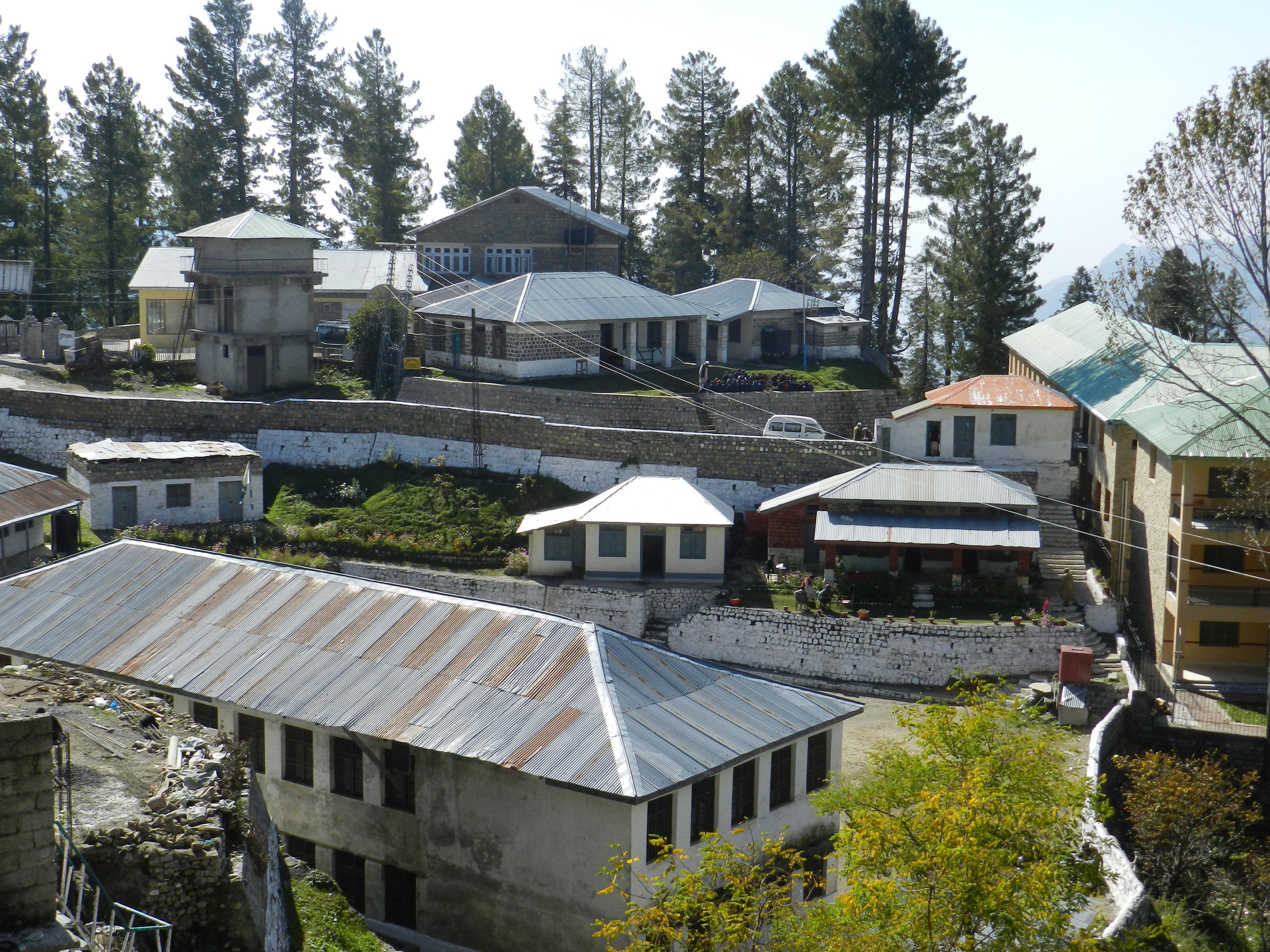
Village Nathia Gali dans la montagne.

Le district d'Abbottabad est traversé par la route du Karakorum qui passe à proximité des villes d'Abbottabad et Havelian. Le district est également relié par une ligne de chemin de fer avec la ville de Hasan Abdal, elle-même située sur la ligne Rawalpindi-Attock.
Les autorités tentent de diversifier l'économie du district en développant le tourisme et les loisirs, grâce au potentiel en matière de sports d'hiver et de visite des paysages et parcs naturels réputés.

## Politique
De 2002 à 2018, le district est représenté par les cinq circonscriptions électorales no 44 à 48 à l'Assemblée provinciale de Khyber Pakhtunkhwa et depuis 2018 par les quatre numérotées de 36 à 39, en perdant une à l'occasion du nouveau découpage. Le district est représenté à l'Assemblée nationale par les circonscriptions no 15 et 16. 
Lors des élections législatives de 2008, elles ont été remportées par six candidats de la Ligue musulmane du Pakistan (N) et un de la Ligue musulmane du Pakistan (Q), et durant les élections législatives de 2013 par un trois candidats de la Ligue musulmane du Pakistan (N), deux du Mouvement du Pakistan pour la justice et deux indépendants.
Avec les élections législatives de 2018, le district est représenté par quatre candidats du Mouvement du Pakistan pour la justice et deux candidats de la Ligue musulmane du Pakistan (N).
| Parti                                       | Voix (national) | %       | Élus nationaux | Élus provinciaux |
| ------------------------------------------- | --------------- | ------- | -------------- | ---------------- |
| Mouvement du Pakistan pour la justice       | 167 836         | 40,91 % | 1              | 3                |
| Ligue musulmane du Pakistan (N)             | 150 450         | 36,68 % | 1              | 1                |
| Autres partis                               | 38 517          | 9,39 %  | 0              | 0                |
| Indépendants                                | 53 413          | 13,02 % | 0              | 0                |
| Total exprimés (participation : 50,25 %)    | 410 216         | 100 %   | 2              | 4                |
| Source : Commission électorale du Pakistan, |                 |         |                |                  |